# Kolahalvøen
Kolahalvøen (fra samisk Guoládat) (Кольский полуостров, Kol'skij poluostrov på russisk) er en halvø i det nordligste Rusland og ligger i regionen Murmansk oblast. Den grænser op til Barentshavet mod nord og Hvidehavet mod syd og øst.

## Geografi
Halvøen er ca. 100.000 km2 stor. Nordkysten er brat og høj, mens sydkysten består af lavland. Den 2000 m lange kontinentalsokkel strækker sig fra Varangerfjorden i Norge til byen Kandalaksja. I vest rager to bjergkæder, Khibiny med den 1200 m høje Judytsjvumtsjorr som højeste punkt og Lovoziorskije Tundry, hvor den 1120 m høje Angvundastsjorr rager højest. Midt på halvøen følger vandskellet Kejvyhøjderne. 
Der er mange floder og indsøer på Kolahalvøen. De vigtigste af floderne er Ponoj, Umba, Varzuga, Teriberka, Voronja og Jukanga. De største indsøer er Imandra, Umbozero og Lovozero.

## Klima
Til trods for sin nordlige beliggenhed har Kolahalvøen et relativt mildt klima på grund af de varme strømme fra Atlanterhavet. Gennemsnitstemperaturen i januar ligger på ca -10 °C og i juli på ca +10 °C. 

## Landskaber
Landskaberne på halvøen består af taiga i syd og tundra i nord.

## Mineraler og minedrift
Kolahalvøen er et af de rigeste områder for mineraler i hele Rusland. Der er påvist over 700 forskellige mineraler på halvøen, det vil sige en fjerdedel af alle kendte mineraler på jordkloden. De vigtigste er nikkel, aluminiumoxid, jernmalm, glimmer, titan og vermikulitt, samt sjældne jordarter. 
Kola superdybe borehul (KSDB) er verdens dybeste hul skabt af mennesker, det er 12,26 km dybt.

## Befolkning
Gennem historien har halvøen altid haft en forholdsvis lav befolkningstæthed. Endnu i 1913 boede der kun omkring 13.000–15.000 indbyggere, fortrinsvis ved kysterne. Efter opdagelsen af rige mineralforekomster indtrådte en stærk industrialisering og i forbindelse hermed en kraftig vækst i befolkningen. I 1970 talte halvøens befolkning omkring 799.000. og i 1989 nåede den et højdepunkt med 1.150.000 indbyggere. Efter opløsningen af Sovjetunionen er befolkningen atter mindsket kraftigt til 890.000 i 2002 og 795.000 i 2010.
Ifølge folketællingen 2010 bestod befolkningen overvejende af russere (89.0%), ukrainere (4.8%) og hviderussere (1.7%). Af andre befolkningsgrupper kan nævnes komi (~1.600 indbyggere), samer (~1,600) og karelere (~1,400).
De fleste oprindelige samer blev under kommunistårene tvunget til at bosætte sig i Lovozero, og de bor fortrinsvis i Lovozersky District men i dag er de overvejende renavlere.

## Næringsliv
Efter at byen Kola, den gamle boplads, som har givet halvøen sit navn, har mistet betydning, er den vigtigste by og havn på halvøen Murmansk. Under sovjettiden fandtes en stor ubådsbase i byen, og den nærliggende bebyggelse Severomorsk er fortsat base for Ruslands nordlige flåde. Andre byer er blandt andet Apatity og Kandalaksja.

### Miljøproblemer
Kolahalvøen som helhed har lidt store økologiske skader, dels som følge af den militære flådeopbygning, dels på grund af apatitindustrien. Der findes i dag brændselsaffald fra omkring 250 atomkraftreaktorer, som blev bygget af det sovjetiske militær, og som ikke længere er i brug. Affaldet er fortsat radioaktivt og risikerer at forurene halvøen.
Et af de værst ramte steder er bugten Andreeva (Andreyeva Guba), tillige kendt som Andreeva Bay. Her blev under størstedelen af den kolde krig og tillige i 1990-erne af Nordflåden dumpet store mængder af radioaktivt affald. Meget af det højaktive radioaktive affald ligger helt åbent og ubeskyttet i containere og udgør et meget stort miljø- og sundhedsproblem. Stedet er et af de mest forurenede i hele verden.